# Австрийский словарь
Австри́йский слова́рь (нем. Österreichisches Wörterbuch) — словарь правописания немецкого языка, издающийся в Австрии по инициативе Федерального министерства образования, искусства и культуры и Федерального издательства Австрии. Австрийский словарь действует как кодифицированная норма словоупотребления на территории Австрии и Южного Тироля. Словарь впервые появился в 1951 году при министре Феликсе Худерсе и являлся альтернативой правилам 1879-1902 годов.

## История
В 1950-е годы редакторы словаря поддерживали курс языкового планирования, при котором австрицизмы были более предпочтительны, чем слова литературного немецкого языка. Тем не менее, первые издания словаря были, скорее, попыткой рекодификации старых словарей для национального варианта немецкого языка в Австрии, а новые слова появлялись лишь после их укрепления в литературе и средствах массовой информации. В это время рос языковой сепаратизм австрийцев, которые избегали употребления слова Deutsch и всеми силами стремились противопоставить свой вариант немецкому языку в Германии, что встречало сопротивление немецких учёных.
Сопротивление ослабло в 1960-70 годы, когда восточнонемецкие редакции перестали препятствовать изданию австрийских словарей. Протест против языкового сепаратизма наметился в самой Австрии в среде писателей, политиков и учёных, которые настаивали на преимуществах общенемецкого языка. Выделение австрийского немецкого способствовало сужению рынка сбыта австрийской печатной продукции и сулило невыгодные политические последствия.
В 1980-е годы сдерживание политики редакторов словаря не привело к существенному сокращению разрыва между немецким в Германии и Австрии. Напротив, в каждое новое издание входило большое количество новых австрицизмов. С другой стороны, в 1990-е годы Австрия активно участвовала в подготовке реформы правописания, которая длилась несколько лет. За это время вышло ещё два расширенных издания. Согласие принять в Австрии правила новой орфографии подогрело вступление Австрии в ЕС, так как расхождения в нормах правописания лишь усложняли делопроизводство.

## Современная редакция
На сегодняшний день Австрийский словарь, расширяясь за счёт новых слов, считается с нормами немецкого языка Германии. Вопрос о выделении австрийского варианта и его самостоятельности остаётся дискуссионным. Тем не менее, факт существования расхождений между немецким литературным и немецким австрийским не отрицается, иначе существование словаря не имело бы смысла.
41-е издание, вышедшее в 2009 году, насчитывало 1008 страниц и издавалось в полном и сокращённом объёме. Следующее за ним 42-е издание, вышедшее в 2012 году и насчитывающее 1056 страниц, стало юбилейным и было посвящено 60-летию Австрийского словаря (на обложке полного и школьного изданий написано «60 Jahre»).